# Dictionnaire du Jura
Le dictionnaire du Jura (DIJU) est un projet éditorial visant à collecter des notices sur le canton du Jura. Lancé en 2003 par le Cercle d'études historiques de la société jurassienne d'émulation, il est publié à partir de 2005 en ligne et compte environ 9 000 notices,,,,.